# Highdown Hill
Highdown Hill är en kulle i Storbritannien.   Den ligger i grevskapet West Sussex och riksdelen England, i den södra delen av landet, 80 km söder om huvudstaden London. Toppen på Highdown Hill är 81 meter över havet.
Terrängen runt Highdown Hill är lite kuperad. Havet är nära Highdown Hill söderut. Närmaste större samhälle är Worthing, 5,4 km öster om Highdown Hill.